# Dragoman (Bulharsko)
Dragoman (bulharsky Драгоман) je město ležící v západním Bulharsku, nedaleko hranic se Srbskem, v malé kotlině pod hřebenem Čepăn v západní Staré planině. Je správním střediskem stejnojmenné obštiny a má přes 3 tisíce obyvatel.

## Historie
Nejstarší pozůstatky prvních obyvatel na území dnešního města jsou z neolitu. Tehdy tam existovala malá osada, ze které pocházejí nálezy různých pracovních nástrojů jako kamenných seker a kladiv. V 3. století př. n. l. zde žili Thrákové a nálezy jejich kultury jsou rozesety po okolí. Z oné doby pochází i svatyně na hoře Petrovski krǎst. Svatyně byla později používána Slovany, tak Prabulhary, a dokonce i během osmanské nadvlády.
Po připojení Thrákie k Římské říši zde vznikla jedna správní oblasti sahající od Pirotu po Serdiku. Další vývoj zdejšího osídlení je spojen se silnici Via Diagonalis. Tato římská silnice byla zpevněna za císaře Claudia a byla lemována milníky, označujícími vzdálenosti mezi jednotlivými městy. Pro posádku střežicí cestu a blízký průsmyk postavili Římané v místě dnešního města cestovní stanici Meldia. V okolí se nalézají stopy z onoho období, a to zejména kameny s latinskými nápisy.
Římská vláda se plynule změnila v byzantinskou, která trvala až do roku 809, kdy po dobytí Sofie získal zdejší území chán Krum. Hospodářský a politický vzestup druhého Bulharského státu se odrazil v duchovním a kulturním vývoji a v blízkém okolí vznikly ve 13. a 14. století tři kláštery a několik kostelů. Po dobytí Sofie Osmanskou říší na konci 14. století sídlo patrně nezaniklo a existovalo dále, což lze dovodit ze dvou osmanských zápisů ze 16. století. Původ jména se odvozuje z výrazu „dragomanin”, což znamená průvodce. V písemné formě se současný název objevuje poprvé v dokumentu z roku 1530 a podruhé v tureckém daňovém soupisu z roku 1576. V oblasti kolem Dragomanu se odehrávaly střety dvou rakousko-tureckých válek, a to v roce 1689 a potom v letech 1735-1745. V 17. a 18. století se zde rozvinulo hajductví a působilo zde několik věhlasných velitelů. Bulharské národní obrození se zde projevilo především výstavbou církevních staveb a také klášterní školy.
Dragoman se stal součástí Bulharského knížectví v roce 1878. Během srbsko-bulharské války zdejším průsmykem táhla v roce 1885 srbská armáda na Sofii a východně odtud proběhla bitva u Slivnice. Dragoman byl povýšen na město v roce 1969.

## Obyvatelstvo
Ve městě žije 3 154 obyvatel a je zde trvale hlášeno 3 254 obyvatel. Podle sčítání 1. února 2011 bylo národnostní složení následující:
- Bulhaři: 4 496 (99.8 %)
- Romové: 9 (0.2 %)